# Podarcis gaigeae
Podarcis gaigeae (Werner, 1930), dal greco antico  ποδάρκης  (podarcis = piè veloce), è un rettile appartenente alla famiglia Lacertidae, endemico della Grecia.

## Descrizione
È una specie attiva dall'inizio della primavera alla fine dell'estate molto simile alla podarcis muralis ma quest'ultima è molto più popolata per via dello stato di conservazione.

## Biologia

### Riproduzione
P. gaigeae è ovipara.
Le uova si possono trovare sotto terra oppure sotto sassi e rocce piccole

## Distribuzione e habitat
La specie è originaria delle isole greche del mar Egeo e la popolazione è limitata all'arcipelago di Sciro e all'isola di Piperi.
P. gaigeae predilige le pianure ed il suo habitat è costituito principalmente da arbusti, ma ne è stata segnalata la presenza anche nel terreno spoglio delle isole minori.

## Tassonomia
P. gaideae, inizialmente, era considerata una sottospecie ed è stata associata a tre specie del genere Podarcis: P. erhardii, P. milensis e P. tauricus. In seguito, basandosi sulla diversità dei geni, gli studiosi l'hanno classificata come una specie a sé stante.
Sono state riconosciute due sottospecie:
- Podarcis gaigeae gaigeae

'
Podarcis gaigeae weiglandi

## Conservazione
Nonostante la specie non sia particolarmente minacciata, la IUCN Red List la considera una specie a rischio (Vulnerable), tenendo presente il suo areale che è, probabilmente, inferiore ai 20 km², e prendendo in considerazione l'eventuale introduzione di predatori, che ne causerebbe il declino.<
Un'altra possibile minaccia all'habitat per P. gaigeae, sono gli incendi.
La specie è protetta soltanto sull'isola di Piperi.